# 奥斯曼·努里帕夏
奥斯曼·努里帕夏（1832年1月1日—1900年4月5日）亦称加齐·奥斯曼帕夏，他是奥斯曼帝国的元帅、“战斗英雄”、陆军大臣。

## 生平
1832年，生于安纳托利亚中部的托卡特市的手工艺人家庭。1852年，毕业于伊斯坦布尔军官学院。1853年，加入骑兵部队，参加了克里米亚战争。
1861年，派往黎巴嫩平定叛乱。1866年，派往平定克里特岛叛乱。1868年，派往也门平定叛乱。1873年，晋升中将。
1876年，参加对塞尔维亚公国的战争，在阿莱克西纳战役和朱尼斯战役中取胜。1877年，参加俄土战争，在普利文要塞发挥重要作用。1900年，在伊斯坦布尔去世。